# Documento de identidad europeo

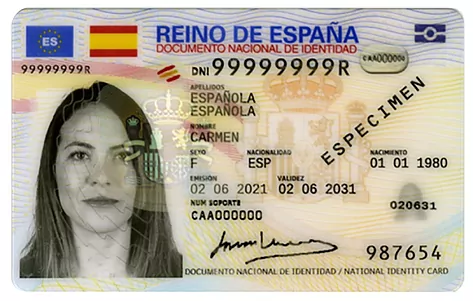
Ejemplo del nuevo diseño común: nuevo documento de identidad español que comenzó a expedirse el 2 de agosto de 2021.

El carné de identidad europeo o llamado también "EU ID Card", es un documento de identidad electrónico que pretende sustituir y normalizar los distintos estilos de carné de identidad que se utilizan actualmente en los Estados miembros de la Unión Europea y del Espacio Económico Europeo (EEE). Fue creado por el Reglamento (UE) 2019/1157  del Parlamento Europeo y del Consejo, de 20 de junio de 2019, relativo al refuerzo de la seguridad de los documentos de identidad de los ciudadanos de la Unión y de los documentos de residencia expedidos a los ciudadanos de la Unión y a los miembros de sus familias que ejercen su derecho a la libre circulación, cuya entrada en vigor está prevista para el 2 de agosto de 2021.
Los documentos de identidad que no cumplan los nuevos requisitos dejarán de ser válidos a su vencimiento o antes del 3 de agosto de 2031. Los documentos de identidad que no cumplan las normas mínimas de seguridad o que no incluyan una MRZ funcional dejarán de ser válidos el 3 de agosto de 2026. Los documentos de identidad de las personas que tengan 70 años o más el 2 de agosto de 2021, que cumplan las normas mínimas de seguridad y que tengan una MRZ funcional dejarán de ser válidos a su vencimiento.
En agosto de 2020, Chipre comenzó a expedir tarjetas de identidad conformes a los requisitos del documento de identidad europeo.

## Uso

### Documento de viaje
Como alternativa a la presentación del pasaporte, los ciudadanos del EEE y de Suiza tienen derecho a utilizar un documento nacional de identidad válido como documento de viaje independiente para ejercer su derecho a la libre circulación en el Espacio Económico Europeo y Suiza. El Reino Unido lo aceptará hasta el 30 de septiembre de 2021 para el turismo y hasta al menos el 31 de diciembre de 2025 para motivos específicos.
En sentido estricto, no es necesario que un ciudadano del EEE o de Suiza posea un documento nacional de identidad o un pasaporte válidos para entrar en el EEE y en Suiza. En teoría, si un ciudadano del EEE o de Suiza puede demostrar su nacionalidad por cualquier otro medio (por ejemplo, presentando un documento nacional de identidad o un pasaporte caducados, o un certificado de ciudadanía), se le debe permitir la entrada en el EEE y en Suiza. El ciudadano del EEE o de Suiza que no pueda demostrar su nacionalidad de forma satisfactoria debe, no obstante, tener "todas las posibilidades razonables" de obtener los documentos necesarios o de hacerlos llegar en un plazo razonable.

### Documento de identificación

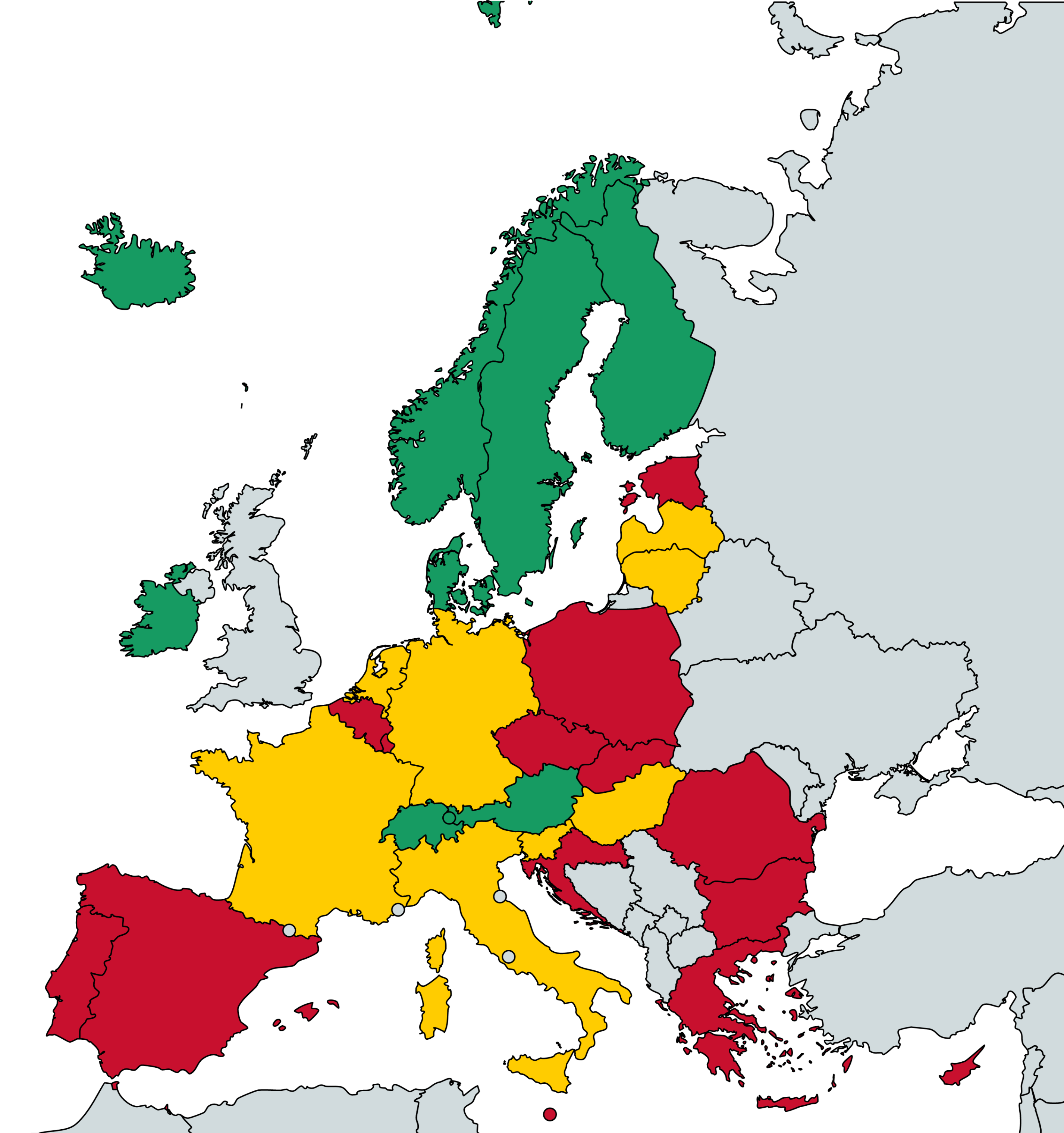
Requisitos de documentación de identidad para los ciudadanos.
Se requiere el documento nacional de identidad.
Se requiere algún tipo de documentación de identidad.
Documentación de identidad opcional.

Existen diversas normas sobre el uso nacional de los documentos de identidad. Algunos países exigen el uso del documento nacional de identidad o del pasaporte. En otros países, como Austria, Finlandia y Suecia, el documento nacional de identidad es totalmente voluntario y no es necesario para todo el mundo, ya que los documentos de identidad, como el permiso de conducir, se aceptan a nivel nacional.

## Características comunes de diseño y seguridad
Los artículos 3/4/5 del Reglamento (UE) 2019/1157 establecen que:
- Las tarjetas de identidad tendrán el formato ID-1 y contendrán una zona de lectura mecánica (MRZ).
- Las normas de seguridad se basarán en el documento 9303 de la OACI.
- El documento llevará el título "Documento de identidad" en la lengua oficial y en al menos otra lengua oficial de las instituciones de la Unión.
- En el anverso figurará el código de país de dos letras del Estado miembro emisor de la tarjeta impreso en negativo en un rectángulo azul y rodeado de 12 estrellas amarillas.
- Incluirá un soporte de almacenamiento de alta seguridad que contendrá una imagen facial del titular de la tarjeta y dos huellas dactilares en formatos digitales interoperables. El soporte de almacenamiento tendrá la capacidad y la habilidad suficientes para garantizar la integridad, la autenticidad y la confidencialidad de los datos. Los datos almacenados serán accesibles sin contacto y estarán protegidos según lo dispuesto en la Decisión de Ejecución C(2018) 7767.
- Los documentos de identidad tendrán un periodo de validez mínimo de 5 años y un periodo de validez máximo de 10 años. No obstante, los Estados miembros podrán establecer un periodo de validez inferior a 5 años para los menores y superior a 10 años para las personas de 70 años o más.

## Visión general de los documentos nacionales de identidad
Los Estados miembros son responsables de expedir tarjetas de identidad nacionales que cumplan los requisitos técnicos del Reglamento (UE) 2019/1157, de acuerdo con sus propios procedimientos y requisitos de expedición.
| Estado miembro  | Anverso            | Reverso            | Obligatorio / opcional | Coste | Validez | Autoridad emisora | Última versión           |
| --------------- | ------------------ | ------------------ | --- | --- | --- | --- | ------------------------ |
| Alemania        |                    |                    | La documentación es opcional, pero el DNI o el pasaporte son obligatorios para ciudadanos alemanes mayores de 16 años, y otros documentos válidos son obligatorios para otros ciudadanos del EEE. | - 37 euros (solicitantes mayores de 24 años) - 22,80 euros (solicitantes menores de 24 años) | - 10 años (solicitantes mayores de 24 años) - 6 años (solicitantes menores de 24 años) | - Ciudad o pueblo de residencia - Embajada alemana en el país de residencia (para ciudadanos alemanes viviendo en el extranjero) | 2 de agosto de 2021      |
| Austria         |                    |                    | La documentación es opcional | - 61,50 euros (solicitantes mayores de 16 años) - 26,30 euros (solicitantes entre 2 y 15 años) - Gratuito (niños menores de 2 años) | - 10 años (solicitantes de 12 años o más) - 5 años (solicitantes entre 2 y 15 años) - 2 años (solicitantes menores de 2 años)                                                                         | | 2 de agosto de 2021      |
| Bélgica         |                    |                    | Obligatorio para ciudadanos belgas mayores de 12 años. | - Varía según la ciudad - Equivalente a 11 euros o 17 euros en la moneda local (para ciudadanos registrados en el extranjero) | - 30 años (solicitantes mayores de 75 años) - 10 años (para antiguos DNI expedidos por consulados belgas, o para solicitantes entre 18 y 75 años) - 6 años (solicitantes entre 12 y 18 años)          | - Administración municipal del lugar de residencia. - Consulado para ciudadanos en el extranjero. | 15 de julio de 2021      |
| Chipre          | Enlace a la imagen | Enlace a la imagen | Obligatorio para ciudadanos chipriotas mayores de 12 años. | - 30 euros (solicitantes mayores de 18 años) - 20 euros (solicitantes menores de 18 años) | - 10 años (solicitantes mayores de 18 años) - 5 años (solicitantes menores de 18 años) | | 12 de agosto de 2020     |
| Croacia         |                    |                    | Obligatorio para ciudadanos croatas residentes en Croacia mayores de 18 años. | - 100 kunas croatas (solicitantes entre 5 y 70 años) - 70 kunas croatas (solicitantes mayores de 70 años) - Gratuito (primera tarjeta para solicitantes entre 0 y 18 años) | - 40 años (solicitantes mayores de 70 años) - 5 años (solicitantes entre 0 y 70 años) | La policía de parte del Ministerio del Interior. | 2 de agosto de 2021      |
| República Checa |                    |                    | Obligatorio para ciudadanos checos con residencia permanente en la República Checa mayores de 15 años.                                                                                            | - 500 coronas checas (solicitantes que desean una tarjeta con chip) - 100 coronas checas (solicitantes que desean una tarjeta sin chip) - 100 coronas checas (solicitantes que desean una tarjeta sin chip con validez de 1 a 3 meses) - 50 coronas checas (solicitantes menores de 15 años que desean una tarjeta sin chip) - Gratuito (solicitantes que deseen una tarjeta sin chip para cambio de domicilio, nombre o demás datos) | - 10 años (solicitantes mayores de 15 años) - 5 años (solicitantes menores de 15 años) | Municipio de parte del Ministerio del Interior. | 2 de agosto de 2021      |
| España          |                    |                    | Obligatorio para ciudadanos españoles mayores de 14 años. | - 12 euros (para todos los solicitantes excepto abajo) - Gratuito (familia numerosa o cambio de datos) | - Sin caducidad (solicitantes mayores de 70 años) - 10 años (solicitantes entre 30 y 69 años) - 5 años (solicitantes entre 5 y 29 años) - 2 años (solicitantes menores de 5 años)                     | Cuerpo Nacional de Policía | 2 de agosto de 2021      |
| Estonia         |                    |                    | Obligatorio para todos los ciudadanos estonios, residentes permanentes y ciudadanos de la UE/EEE residiendo temporalmente mayores de 15 años.                                                     | - 50 euros (solicitantes en embajadas mayores de 15 años) - 45 euros (solicitud urgente) - 25 euros (solicitantes mayores de 15 años hasta jubilación) - 10 euros (solicitantes en embajadas menores de 15 años, jubilados o minusválidos) - 7 euros (solicitantes menores de 15 años, jubilados o minusválidos) | - 5 años (para todos los solicitantes) | Policía y Protección de Fronteras | 23 de agosto de 2021     |
| Finlandia       |                    |                    | La documentación es opcional | - 49-55 euros (normal, para todos los ciudadanos) - 22-29 euros (solicitantes menores de 18 años, sin validez para viajar) Las tarifas son más bajas si se tramitan en línea y si la solicitud para el pasaporte se realiza al mismo tiempo. | - 5 años (para todos los solicitantes) | Policía de Finlandia | 2 de agosto de 2021      |
| Grecia          |                    |                    | Carnet de identidad nacional obligatorio para ciudadanos griegos mayores de 12 años | - €10 por la primera emisión (o por la reemisión después de ser denunciado como robado) - €10 + €9 por la reemisión en caso de perdida o deformación - €5 para miembros de familias numerosas | 10 años | Policía | 25 de septiembre de 2023 |
| Hungría         |                    |                    | La documentación es opcional, pero el DNI, el pasaporte o el carné de conducir es obligatorio para los ciudadanos húngaros mayores de 14 años.                                                    | - Gratuito (para todos los solicitantes) | - 60 años (solicitantes mayores de 65 años) - 6 años (solicitantes entre 18 y 65 años) - 3 años (solicitantes menores de 18 años, pero solo hasta la fecha en la que el portador alcanza los 12 años) | | 2 de agosto de 2021      |
| Italia          |                    |                    | Tarjeta de identidad nacional opcional, sin embargo, los ciudadanos deben poder probar su identidad si son detenidos por la policía territorial                                                   | - En Italia: normalmente 22,21 € (el precio depende del municipio y puede variar en caso de pérdida, robo o deterioro de la tarjeta anterior) - En el extranjero: 21,95 € o 27,11 € (si la tarjeta anterior se perdió o fue robada) | - 3 años (niños de 0 a 3 años) - 5 años (menores de 3 a 18 años) - 10 años (adultos) Nota: la validez siempre debe caducar el día del cumpleaños                                                      | Ministerio del Interior a través de: - Municipio de residencia (para ciudadanos italianos y extranjeros Oficina consular italiana (solo para ciudadanos italianos residentes en el UE, Ciudad del Vaticano, Mónaco, Noruega, Reino Unido, Suiza, San Marino.) | 4 de julio de 2016       |
| Luxemburgo      | Enlace a la imagen | Enlace a la imagen | Obligatorio para ciudadanos luxemburgueses con residencia en Luxemburgo mayores de 15 años. | - 14 euros (solicitantes mayores de 15 años - 10 euros (solicitantes entre 4 y 14 años) - 5 euros (solicitantes menores de 4 años) | - 10 años (solicitantes mayores de 15 años) - 5 años (solicitantes entre 4 y 14 años) - 2 años (solicitantes menores de 4 años)                                                                       | | 2 de agosto de 2021      |
| Malta           |                    |                    | Obligatorio para ciudadanos malteses mayores de 18 años. | - 22 euros (solicitudes de renovación cuando la tarjeta ha sido destruida, robada o perdida) - 16,50 euros (solicitudes de renovación cuando la tarjeta ha sido dañada) - Gratuito (primera expedición de la tarjeta, renovación por caducidad o cambio de datos si no ha sido robada, perdida o destruida) | - 10 años (para todos los solicitantes) | "Identity Malta" | Agosto de 2020           |
| Países Bajos    |                    |                    | La documentación es opcional, aunque una acreditación de identidad es obligatoria para todos los ciudadanos holandeses mayores de 14 años.                                                        | - 105,10 euros (solicitantes mayores de 17 años en el extranjero) - 74,05 euros (solicitantes menores de 17 años en el extranjero) - 64,02 euros (solicitantes mayores de 18 años) - 32,91 euros (solicitantes menores de 17 años) | - 10 años (solicitantes mayores de 18 años, desde 2014) - 5 años (solicitantes menores de 17 años) | - Ayuntamiento en lugar de residencia (en territorio neerlandés europeo) - Sección consular de la embajada en el extranjero (solo en los países donde es un documento válido para viajar) Los holandeses residiendo en el Caribe Neerlandés, aunque son ciudadanos de la UE, solo pueden solicitar un DNI específico emitido por las autoridades de las islas. No son válidos para viajar en la UE/EEE. | 2 de agosto de 2021      |
| Polonia         |                    |                    | Obligatorio para ciudadanos polacos mayores de 18 años. | - Gratuito (para todos los solicitantes) | - 10 años (solicitantes mayores de 5 años) - 5 años (solicitantes menores de 5 años) | Oficina de la ciudad | 2 de agosto de 2021      |
| Rumanía         |                    |                    | Obligatorio para ciudadanos rumanos mayores de 14 años con residencia permanentes en Rumanía. | - 12 leu rumanos (para todos los solicitantes) | - 10 años (solicitantes entre 25 y 54 años) - 7 años (solicitantes entre 18 y 24 años) - 4 años (solicitantes entre 14 y 17 años) - Indefinidos (solicitantes mayores de 55 años)                     | Ministerio de Asuntos Internos mediante el Directorio para Registro de Personas y Administración de Bases de datos | 2 de agosto de 2021      |
| Suecia          |                    |                    | La documentación es opcional | - 400 coronas suecas (para todos los solicitantes) | - 5 años (solicitantes mayores de 12 años) - 3 años (solicitantes menores de 12 años) | Policía Sueca | 2 de agosto de 2021      |